# Musée d'Art Yamatane
Le musée d'Art Yamatane (山種美術館, Yamatane bijutsukan) est un musée japonais spécialisé dans le style de peinture aquarelle nihonga, géré par la fondation d'art Yamatane, créé à partir de la collection personnelle de Taneji Yamazaki et la collection d'entreprise de Yamatane securities, devenu depuis SMBC Friend Securities.
Le musée a ouvert ses portes en 1966. Il présente une exposition à long terme d'œuvres de moindre importance et des expositions temporaires. La Fondation organise des expositions itinérantes des œuvres en sa possession. Le musée possède de célèbres peintures nihonga dont certains ont le statut d'« objet d'importance culturelle nationale ».

## Principales œuvres conservées
- Chat sauvage (斑猫?) par Takeuchi Seihō, « objet d'importance culturelle nationale »
- Danse des flammes (炎舞, Enbu?)[2] et Pétales de camélia dispersés (名樹散椿?) par Gyoshū Hayami
- Vue du mont Kunō (久能山真景図?) par Tsubaki Sanzan
- Naruto (鳴門?) et Daigo (醍醐?) par Togyū Okumura